# David Bohm
David Joseph Bohm FRS (20 tháng 12 năm 1917 – 27 tháng 10 năm 1992) là một nhà khoa học người Do Thái được xếp vào một trong những nhà vật lý lý thuyết quan trọng nhất của thế kỷ 20, người đã cống hiến những ý tưởng cách tân cho lý thuyết lượng tử và tâm lý học thần kinh và triết học tinh thần.
Bohm là học trò của Robert Oppenheimer tại Đại học California tại Berkeley và tham gia vào Dự án Manhattan chế tạo quả bom nguyên tử đầu tiên. Vì những mối quan hệ với cánh tả thời còn trẻ, ông trở thành nạn nhân của chủ nghĩa McCarthy những năm 1950, bị mất chức giáo sư và buộc phải rời Mỹ sang Brasil rồi cuối cùng nhập quốc tịch Anh. Mối quan tâm chính của ông, nhất là những năm về sau, là về bản chất của thực tại nói chung và của ý thức nói riêng, mà theo Bohm là một thể cố kết không ngừng tạo thành và biến đổi.
.